# 倪萍
倪萍（1959年2月16日—），中国内地女演员、节目主持、作家，第九届、十届、十一届全国政协委员。

## 生平
倪萍原名刘萍，1959年出生于山东省烟台专区荣成县（今属威海市荣成市），从小由姥姥抚养长大，17岁时考入山东艺术学院戏剧表演专业，并改随母姓“倪”，1980年主演首部电影《女兵》，在片中饰演女主角周忆严。1982年毕业后被分配到山东话剧院工作，陆续主演了《山菊花》《流泪的红蜡烛》《祁连山的回声》等电影，在业内小有名气。1988年，凭借电视剧《雪城》中“姚玉慧”一角，获得第6届大众电视金鹰奖最佳女配角奖。
1988年，获邀到北京录制专题片《人与人》，其出色表现被中央电视台相中。1990年，加入中央电视台，担任《综艺大观》节目主持人，逐渐走红全国。1991年，首次主持央视春晚，自此先后担任13次央视春晚核心主持人。1997年出版《日子》，发行量达一百多万册，成为当年最热门畅销书之一。2000年12月，担任《聊天》栏目的制片人和主持人。
2002年重返影视圈，凭借电影《美丽的大脚》张美丽一角获得第22届中国电影金鸡奖最佳女主角、第9届中国电影华表奖优秀女演员、第10届北京大学生电影节最佳女演员奖。
2012年，倪萍在江苏卫视《脱颖而出》节目中透露自己被中国中央电视台选中的内幕：“当年央视看上我，是觉得我很有特点，这个特点就是难看：龇着个牙、驼着个背，一口山东话，长得还黑黢黢的。我的这个特点就是区别于别人的地方。后来当我发现上百件旗袍没有一件我能穿得上的时候，我就感觉自己不能继续站在这个岗位上了。在任何岗位上，当你只能原地踏步不能进步的时候，紧接着就一定是后退了，还不如尽早选择离开去做一些有可能做得更好的事情。”曾经连续13年主持中国中央电视台春节联欢晚会，同时还担当《综艺大观》和《聊天》等节目的主持人，是1990年代全中国家喻户晓的电视节目主持。2000年代以后逐渐转向影视方面发展，以《美丽的大脚》拿下了中国电影金鸡奖最佳女主角，中国电影华表奖最佳女主角在内的多项影后殊荣，并且凭借《泥鳅也是鱼》荣登蒙特利尔国际电影节最佳女主角宝座，成为华人女星中为数不多的国际A类电影节影后。2010年代后，在绘画和文学方面也有所造诣，《姥姥语录》荣获冰心散文奖，水墨画《松鹤图》慈善拍卖高达160万人民币的高价。2014年重新回归主持行列。

## 演艺作品

### 电影
| 年份 | 片名                       | 角色           | 备注 |
| ---- | -------------------------- | -------------- | ---- |
| 1980 | 《女兵》                   | 周忆严         |      |
| 1982 | 《他们并不陌生》           | 光静           |      |
| 1982 | 《山菊花》                 | 桃子           |      |
| 1982 | 《梅岭星火》               | 甜水           |      |
| 1983 | 《流泪的红蜡烛》           | 白莲花         |      |
| 1984 | 《祁连山的回声》           | 女子红军团团长 |      |
| 1988 | 《黑房间，白房间，红房间》 | 葛藤子         |      |
| 2002 | 《美丽的大脚》             | 张美丽         |      |
| 2004 | 《两个人的芭蕾》           | 德贵家的       |      |
| 2004 | 《泥鳅也是鱼》             | 女泥鳅         |      |
| 2005 | 《雪花那个飘》             | 王艳梅         |      |
| 2009 | 《寻找微尘》               | 酒店老板       | 客串 |
| 2011 | 《大太阳》                 | 银杏           |      |
| 2012 | 《最长的拥抱》             | 公车司机       | 客串 |
| 2013 | 《夏天的拉花》             | 张改花         |      |
| 2014 | 《追爱·十年》              | 段岭           |      |

### 电视剧
| 年份 | 剧名                             | 角色         | 备注 |
| ---- | -------------------------------- | ------------ | ---- |
| 1985 | 《中国姑娘》                     | 一号主攻手   |      |
| 1988 | 《雪城》                         | 姚玉慧       |      |
| 1988 | 《大出殡》                       | 金凤（青年） |      |
| 1988 | 《那五》                         | 风魁         |      |
| 2004 | 《浪漫的事》                     | 宋雪         |      |
| 2006 | 《天高地厚》                     | 鲍月芝       |      |
| 2007 | 《大浴女》                       | 章妩         |      |
| 2009 | 《没有语言的生活》               | 刘桂英       |      |
| 2009 | 《美丽的事》                     | 何美丽       |      |
| 2009 | 《蝴蝶》                         | 段岭         |      |
| 2010 | 《月嫂》                         | 牛丰收       |      |
| 2012 | 《晒幸福》                       | 范一刀       |      |
| 2021 | 《一宅家族》                     | 薇薇大姨     |      |
| 2021 | 《功勋》（《申纪兰的提案》单元） | 婆婆         | 客串 |
| 2021 | 《女心理師》                     | 趙希平       |      |
| 2022 | 《假日暖洋洋2》                  | 马春梅       |      |

## 争议

### 两会言论
2009年3月，倪萍作为全国政协委员发表《摒弃山寨文化 扶植原创作品》的提案，“倪萍号召封杀山寨”的说法在网上流传，引起广泛讨论，有网友认为她根本不了解“山寨文化”，倪萍表示外界曲解了本意，她在提案里根本没有提过“立法封杀山寨文化”，只是建议立法扶植原创作品。
2010年，出席两会的倪萍因跪地为其他委员拍照等行为被调侃“转行娱记”，又在受访时表示其参加政协以来都是投赞同票，因为“爱国不添乱”，“举手表决时从未投反对或弃权”，该言论引发众多争议，其回应“不称职”质疑时称“可以理解，但是不影响”、“99%的委员年年都投赞成票，你觉得99%的都不合格吗？”。

### “共和国脊梁奖”风波
2011年7月10日，倪萍在“纪念建党90周年·共和国脊梁系列活动颁奖盛典”中获得“共和国脊梁十大卓越人物”的称号。知名作家李承鹏在微博评论称“我承认，倪萍姐姐确实是共和国脊梁，只是得了颈椎病。”倪萍当晚通过博客回应，称自己不配得奖，希望李承鹏理解。更有网民在网上爆料称其有“花钱买奖”嫌疑。倪萍在接受新华社记者专访时，称自始至终没向任何单位或个人缴纳一分钱的所谓“获奖费”，也没有收取主办方奖金，以后接受奖项时会对组织者加以鉴别，并表示这件事对其伤害很大，保留对李承鹏起诉的权利。

### 移民风波
2016年2月12日，倪萍在加拿大温哥华中国文化中心举行的“倪萍书画展”上，在接受记者采访时称“将来把家搬到这儿来”，有媒体报道称“倪萍移民加拿大”。2月16日，倪萍更新微博，否认移民，向网友致歉称“对不起，我这个玩笑开过了！”，又在网上晒出自己的护照及写着“我和我的祖国”的纸条。。